# Andrea Schramm
Andrea Schramm (* 11. Juli 1968 in Karl-Marx-Stadt) ist eine deutsche Regisseurin.
Sie studierte Fernsehjournalistik in Leipzig und Regie an der Filmhochschule Babelsberg. Seit 1993 dreht sie Dokumentarfilme, für die sie Menschen oft über Jahre mit der Kamera begleitet. Ausgedehnte Recherche- und Drehreisen führten sie nach Russland, Asien und Amerika.
In ihren Filmen interessiert sie sich besonders für Menschen, die sich in Grenzsituationen befinden. Gnadenlos ist ihr erster abendfüllender Film, für den sie Straftäter in einem deutschen Jugendgefängnis porträtiert. Für den Film Im Schatten der Blutrache begleitet sie, gemeinsam mit Jana Matthes, eine kurdische Familie, die in eine Blutrache verstrickt ist. Der Film wurde mit dem Deutschen Fernsehpreis 2007 ausgezeichnet.
Im Jahr 2020 feierte ihr Dokumentarfilm Endlich Tacheles beim DOK.fest München Premiere, in dem es um einen jungen Juden geht, der ein Computerspiel zur Aufarbeitung des Holocaust entwickelt.

## Filmografie (Auswahl)
- 1997: Russenkinder
- 1998: Kopftuch und Minirock
- 2001: Gnadenlos – Letzte Chance für junge Gewalttäter
- 2002: Die letzte Reise
- 2003: Unter der Haut – Das zweite Leben von Dr. Schoeneich
- 2004: 92 qm Russland
- 2005: Last minute baby
- 2007: Im Schatten der Blutrache
- 2012: Der achte Sommer
- 2014: Ottfried Fischer und sein Freund Parkinson
- 2015: Dorf des Vergessens
- 2020: Endlich Tacheles
- 2023: 37 Grad (Fernsehserie, 5 Folgen)

## Auszeichnungen
- Deutscher Fernsehpreis 2007
- Discovery Channel Award
- Deutscher Sozialpreis
- Axel-Springer-Preis
- Religions-for-Peace-Preis auf dem Trento Filmfestival, Italien
- Filmfest Barcelona (1. Preis)